# Luni
Luni este în mod tradițional prima zi săptămânii (pentru țările în care săptămâna începe lunea), care cade între zilele de duminică și marți.
Etimologie: Lunae dies (l.lat.) = Ziua Lunii.